# Rildo
Rildo, właśc. Rildo da Costa Menezes (ur. 23 stycznia 1942 w Recife, zm. 16 maja 2021 w Los Angeles) – brazylijski piłkarz grający na pozycji lewego obrońcy.

## Kariera klubowa
Rildo karierę piłkarską rozpoczął w 1959 roku w małym klubie Íbis. W 1960 rok spędził w Sport Recife, skąd przeszedł do Botafogo FR, gdzie grał w latach 1961–1966. Z klubem z Rio de Janeiro dwukrotnie zdobył mistrzostwo Stanu Rio de Janeiro – Campeonato Carioca w: 1961 i 1962 oraz dwukrotnie Turniej Rio-São Paulo w 1962 i 1966 roku.
Kolejne 5 lat spędził w Santosie FC, z którym zdobył trzykrotnie zdobył mistrzostwo Stanu São Paulo – Campeonato Paulista w: 1967, 1968 i 1969 i Puchar Recopa w 1968 roku. Kolejnymi etapami były ABC Natal oraz CEUB Brasília, z którym zdobył mistrzostwo Dystryktu Federalnego – Campeonato Brasiliense w 1973 roku. Ostatni lata kariery - 1977–1980 spędził w amerykańskich klubach, m.in. w Cosmosie Nowy Jork.

## Kariera reprezentacyjna
2 maja 1962 w Amsterdamie Rildo zadebiutował w reprezentacji Brazylii, w meczu przeciwko reprezentacji Holandii. W 1966 Rildo pojechał z reprezentacją Brazylii do Anglii na mistrzostwa świata i zagrał w meczu grupowym przeciwko Portugalii, w którym zdobył honorową bramkę dla canarinhos w 70 min.
Ostatni raz w reprezentacji Rildo zagrał w 31 sierpnia 1969 w meczu przeciwko reprezentacji Paragwaju w Rio de Janeiro. Łącznie w latach 1963–1969 rozegrał w barwach canarinhos 39 spotkań i strzelił 1 bramkę.